# 관스민
관스민(중국어 간체자: 关诗敏, 정체자: 關詩敏, 병음: Guān Shīmǐn, 한국 한자음: 관시민, 1995년 10월 12일 ~ )은 미국 국적의 타이완 가수이다.
2011년부터 2012년 초까지 방영된 타이완의 스타 발굴을 위한 노래 경연 프로그램 《화인성광대도》(중국어: 華人星光大道, 영어: Chinese Million Star) 시즌 1에 참가하여 1위를 차지한 후, 2012년 8월 첫 앨범 《관재가》(중국어: 關在家, 영어: Home Girl)를 발매하며 데뷔했다.

## 앨범
- 關在家 (2012년)